# Karpékino
Karpékino (en rus: Карпекино) és un poble de l'óblast de Pskov, a Rússia, segons el cens del 2010 tenia 28 habitants. Pertany al districte d'Usviati.